# Muhammad Tahir-ul-Qadri

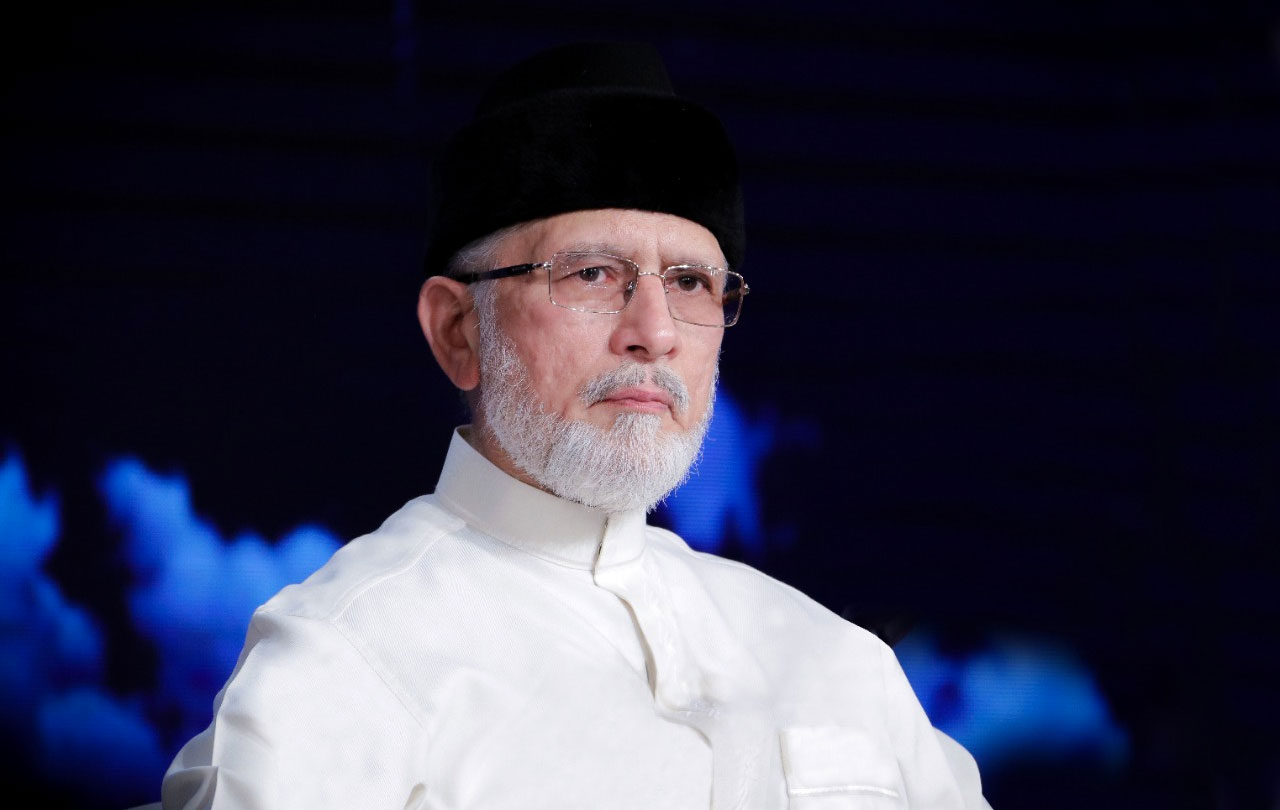
Muhammad Tahir-ul-Qadri, 2019

Muhammad Tahir-ul-Qadri (Urdu محمد طاہر القادری DMG Muḥammad Ṭāhir al-Qādrī; * 19. Februar 1951 in Jhang) ist ein pakistanischer Islamgelehrter. Er ist Gründer und Oberhaupt der sunnitischen Organisation Minhaj ul-Quran und Vorsitzender der von ihm 1989 gegründeten politischen Partei „Volksbewegung Pakistans“. Sie ist im pakistanischen Parlament nicht vertreten.
Besondere Bekanntheit erlangte er im Jahr 2010, als er mit einer Fatwa Selbstmordattentäter als Ungläubige und Feinde des Islam geißelte. Experten schätzten die Erklärung als bisher umfassendste theologische Widerlegung des islamistischen Terrorismus ein.
Im Januar 2013 wurde Qadri zum Anführer einer Bewegung, die in Pakistan den politischen Islam mittels „Druck der Straße“ durchsetzen wollte.
Im Oktober 2014 brach er seinen Protest erfolglos ab und zog sich aus der pakistanischen Politik zurück.

## Positionen
Religionspolitisch wegweisend bleibe die Verfassung von Medina, Referenzmodell und Nukleus für die Umma (muslimische Weltgemeinde). Über keine von Menschen gemachte Verfassung könne behauptet werden, dass sie der von Gott (Allah) geschaffenen Verfassung überlegen sei.
Der einstige Berater am Schariagericht und am Obersten Gerichtshof Pakistans glaubt an die sittliche und politische Überlegenheit des Islamischen Gesetzes (Scharia), das Koran und Sunna jedem Staat anbieten. Islam sei eine auf politische Aktivität und gesellschaftliche Teilhabe aller Menschen zielende Weltanschauung und Lebensweise. Tahir-ul-Qadri glaube fest an Demokratie und Menschenrechte, und behauptet, dass der letzte Rahmen aller Rechte, also auch der Menschenrechte, durch den Islam (Koran und Sunna; Scharia) vorgegeben und gewährleistet sei.
Muhammad Tahir-ul-Qadri war einer der Unterzeichner der Botschaft aus Amman (Amman Message).

## Anführer einer Revolte gegen die pakistanische Regierung
Ende 2012 kehrte er aus seinem kanadischen Exil nach Pakistan zurück und versammelte am 23. Dezember 100.000 Anhänger mit dem Ruf nach politischen Veränderungen. Am 13. Januar dann zog er mit zehntausenden Anhängern in einem Protestmarsch von Lahore in die Hauptstadt Islamabad, um die als „korrupt und inkompetent“ bezeichnete Regierung unter Ministerpräsident Raja Pervez Ashraf zum Rücktritt zu zwingen. Bei der Kundgebung am 14. Januar in Islamabad sprach Tahir-ul-Qadri davon, dass nur ein Prozent der Pakistani von der jetzigen Ordnung profitiere; eigentlich gebe es kein Parlament, sondern „nur eine Gruppe von Räubern, Dieben und Gangstern. Unsere Gesetzesmacher sind die Gesetzesbrecher“. Es kam zu Auseinandersetzungen mit der Polizei, die Tahir-ul-Qadri festzunehmen versuchte. Dabei soll es Schießereien gegeben haben, die der jeweils anderen Seite zur Last gelegt wurden.
Tahir-ul-Qadri setzte der Regierung ein Ultimatum bis zum 15. Januar. Bis dahin solle die Regierung zurücktreten und das Parlament aufgelöst werden, um in der Vorbereitung auf die im Frühsommer geplanten Parlamentswahlen eine aus Technokraten bestehende Übergangsregierung zu installieren. Das solle „die Wahl,ehrlicher Leute‘“ ermöglichen; anderenfalls folge eine „demokratische Revolution“. Die Regierung warf dem Prediger vor, damit die Verfassung zu verletzen. Am selben Tag ordnete das pakistanische oberste Gericht unter dem Jubel der Demonstranten an, den Premierminister Ashraf und 15 weitere Personen wegen Korruptionsvorwürfen festnehmen zu lassen, was auf einen seit Jahren anhaltenden Konflikt zwischen Gericht und der regierenden Pakistanischen Volkspartei zurückgeht. Die pakistanische Regierung bestätigte keine Festnahme-Anordnung. Als das Parlament trotz etwa 25.000 Demonstranten vor der Sicherheitszone des Regierungsviertels nicht reagierte, rief Tahir-ul-Qadri zur Menge: „Ich bitte euch, bis morgen zu bleiben. Ich werde bleiben“. Nach der Anordnung des Gerichts brachen die Aktienkurse in Pakistan ein.
Tahir-ul-Qadri wurde 2013 vorgeworfen, er wolle die Parlamentswahl verzögern. Die Regierung unterstellt ihm, vom Militär unterstützt zu werden; manche bezeichneten ihn als einen „Handlanger“ der Generäle und Richter, dessen kostspielige wochenlang andauernde Kampagne aus diesen Kreisen finanziert worden sei, zumal die Generäle seit der Erschießung Osama bin Ladens im Mai 2011 an Ansehen eingebüßt hätten.

## Werke
- Einführung der Fetwa zu den Selbstmordanschlägen und Terrorismus. Minhaj-ul-Quran International, Frankfurt a. M. u. a. 2010, ISBN 978-3-9813792-0-4
- Islamic Curriculum on Peace & Counter Terrorism. Juni 2015[13]
- Islam on Mercy and Compassion. Textarchiv – Internet Archive